# Koca Hüsrev Mehmed Pasha
Koca Hüsrev Mehmed Pasha, död 1855, var en egyptisk regent. Han var Osmanska rikets guvernör i Egypten 1802-1803 och 1804. 